# نادیا بیلکینا
نادیا بیلکینا (روسی: Белкина Надежда Николаевна؛ زادهٔ ۳۰ سپتامبر ۱۹۹۰) ورزشکار دوگانه اهل اوکراین است. 

## زندگی
بیلکینا در زونیگوفو زاده شد.